# 플로트론
주식회사 플로트론(영어: Flotron)은 대한민국의 유랑계측 전문 제조 기업으로,본사는 서울특별시 서초구 서초대로56길 34에 위치해 있다.